# Macrobrachium acherontium
Macrobrachium acherontium är en kräftdjursart som beskrevs av Lipke Bijdeley Holthuis 1977. Macrobrachium acherontium ingår i släktet Macrobrachium och familjen Palaemonidae. Inga underarter finns listade i Catalogue of Life.